# Rita Island
Rita Island är en ort i Australien. Den ligger i kommunen Burdekin och delstaten Queensland, omkring 1 000 kilometer nordväst om delstatshuvudstaden Brisbane. Antalet invånare är 148.
Trakten är glest befolkad. Närmaste större samhälle är Ayr, omkring 14 kilometer väster om Rita Island.
Omgivningarna runt Rita Island är en mosaik av jordbruksmark och naturlig växtlighet. Genomsnittlig årsnederbörd är 1 066 millimeter. Den regnigaste månaden är mars, med i genomsnitt 276 mm nederbörd, och den torraste är september, med 2 mm nederbörd.